# Wulfeniopsis amherstiana
Wulfeniopsis amherstiana är en grobladsväxtart som först beskrevs av George Bentham, och fick sitt nu gällande namn av Hong De-Yuan. Wulfeniopsis amherstiana ingår i släktet Wulfeniopsis och familjen grobladsväxter. Inga underarter finns listade i Catalogue of Life.